# هيفاء زنكنة
هيفاء زنكنة (مواليد بغداد، العراق 1950) هي روائية ومؤلفة ورسامة عراقية كردية. نشأت في بغداد وتخرجت من جامعتها وحصلت على شهادة في الصيدلة عام 1974. في أوائل السبعينات، سجنت هيفاء من قبل حزب البعث ولكنها أفلتت من عقوبة الإعدام بشفاعة من قريبها صباح ميرزا محمود. بعد خروجها من السجن واصلت دراستها ثم سافرت إلى سوريا ولبنان حيث عملت في منظمة التحرير الفلسطينية كمديرة لوحدة الصيدلة، وغادرت إلى بريطانيا عام 1976. تقوم زنكنة بالكتابة في عدد من الصحف العربية والإنجليزية من بينها الغارديان، والقدس العربي، والأهرام الأسبوعية. كما تشارك في معارض ذات علاقة بالعراق وواقعه خصوصًا بعد الغزو الأمريكي للعراق في 2003 حيث عادت إلى العراق في هذا العام.
تشارك زنكنة في المعارض الدولية عن قضايا المرأة والأدب والحرب والمقاومة. هي عضو مؤسس للهيئة العالمية للدراسات العراقية المعاصرة، ومستشارة في برنامج الأمم المتحدة الإنمائي (UNDP) ولجنة الأمم المتحدة الاقتصادية والاجتماعية لغرب آسيا. كتكتابها الأخير هو «حفله ثائرة» (2016)، ومشروعها الحالي هو تشجيع الأسيرات التونسيات على كتابة قصصهن. شاركت في ندوات احتفالية فلسطين للأدب PalFest في نابلس و القدس.

## الحياة المُبكّرة والتعليم
وُلدت هيفاء زنكنة في بغداد لأب كردي من مدينة كركوك الشمالية وأم عربية من كربلاء. كان منزل عائلتها دائمًا مليئًا بأقارب من المدن الشمالية. كانت في السابعة من عمرها عنما حدثت ثورة 1958 في العراق، بينما كانت في سن المراهقة عندما تولى حزب البعث السلطة.
في الستينيات، شاركت في مسيرة احتجاجية للإفراج عن السجينة السياسية الجزائرية جميلة بوحيرد. كشابة عراقية نشأت في بيئة من الاضطرابات السياسية، في أوائل السبعينيات، وكناشطة شابة في الحزب الشيوعي العراقي، سُجنت هيفاء من قبل نظام البعث في سجن أبو غريب. كانت ضمن مجموعة من المقاوِمَات اللاتي تمَّ سجنهن لتوزيعهن منشورات في جامعتهن ولحضورهن اجتماعات سياسية. تم القبض عليهن وتعذيبهن وإجبارهنّ على توقيع اعترافات، لكن زنكنة تمكَّنت من الفرار من الإعدام بسبب تدخل قريبها صباح ميرزا، رئيس الحرس الشخصي لصدام. عندما خرجت من السجن، بقيت في العراق لتكمل دراستها.
تخرجت من جامعة بغداد وكلية الصيدلة عام 1974. بعد التخرج، تم تعيينها لإدارة وحدة الأدوية التابعة للهلال الأحمر بالقرب من دمشق في سوريا. كان هذا دورًا صعبًا بالنسبة لها بسبب نقص التمويل وتطلَّب منها عملها تنقلات متكررة بين سوريا ولبنان. غادرت العراق لأسباب سياسية، وانتقلت أولًا إلى سوريا، حيث واصلت العمل مع الهلال الأحمر الفلسطيني. انتقلت في النهاية إلى بريطانيا في عام 1976 واستقرت هناك.

## المسيرة المهنيّة
كرسامة وكاتبة، شاركت في الثمانينيات في العديد من المنشورات الأوروبية والأمريكية والمعارض الجماعية، مع عروض في لندن وأيسلندا، وهي أيضًا معلّقة في جريدة الغارديان، ومساهمة في منشورات أوروبية وعربية أخرى، مثل Red Pepper والأهرام ويكلي (بالإنجليزية: Al Ahram Weekly)‏ وجريدة القدس (تعليق أسبوعي). وهي عضو مؤسس في الرابطة الدولية للدراسات العراقية المعاصرة وعضو في المجلس الاستشاري لمحكمة بروكسل الخاصة بالعراق. عملت مستشارة في تقرير برنامج الأمم المتحدة الإنمائي «نحو نهوض المرأة في العالم العربي» (2005). علاوة على ذلك، عملت مستشارة في الإسكوا (لجنة الأمم المتحدة الاقتصادية والاجتماعية لغربي آسيا). ساهمت في تقرير «التكامل العربي» وتقرير «نحو العدالة في العالم العربي» الذي قدَّمهُ الأمين العام للأمم المتحدة.
في مقالها عام 2005 حول الوضع السياسي في العراق، انتقدت بشدة الاستعدادات لدستور جديد باعتبارها «تهدف إلى إضفاء الشرعية على الاحتلال» وعلَّقت على وضع النساء العراقيات، «اللواتي كنَّ لفترة طويلة الأكثر تحررًا في الشرق الأوسط». استفادت زنكنة باستمرارٍ من تجربتها في العيش في المنفى للإعلانِ عن أعمالها الفنية وكتابتها، كما كانت نشطة في مساعدة النساء الأخريات على الكتابة عن حياتهن، كما في حالة الأسيرات الفلسطينيات السابقات. يركز عملها مع النساء، اللواتي كن سابقًا سجينات سياسيًا، حيثُ تعمل على مساعدتهن في كتابة تجاربهن الخاصة كجزء من عملية العدالة الانتقاليّة.

## قائمة أعمالها
هذه قائمةٌ بأبزر أعمال الكاتبة والروائية والباحثة العراقيّة هيفاء زنكنة:
الروايات
- المشاركة السياسية للمرأة العربية (مركز دراسات الوحدة العربية، بيروت، 2012).[35]
- The Torturer in the Mirror، بالاشتراك مع Ramsey Clark، Thomas Ehrlich Reifer، Seven Stories، NY، 2010[36]
- الحلم ببغداد (2009)[37]
- مدينة الأرامل: رواية المرأة العراقية للحرب والمقاومة (2008)[38]
- نساء في رحلة: بين بغداد ولندن (2007)[39]
- مفاتيح المدينة (2000)[40]
- حضور الآخرين (1999)[41]
- بيت النمل (1996)[42]
- ثمة آخر وقصص أخرى (1999)[43]
- في أروقة الذاكرة (2006)
- مفاتيح مدينة (2000)[12]
- نساء على سفر (2001)[12]
- حفلة ثائرة (2016)[12]
- Dwelling صدرت ثنائية اللغة (عربي / إنكليزي) عن مؤسسة السياب للطباعة والنشر والتوزيع والترجمة (لندن)

المساهمات في بعض الكتب والأبحاث
- «الدور المتنامي للنسويات الكولونياليات في العراق»، جان مقدسي، نهى بيومي ورفيف صيداوي (محرران)، آي بي توريس، 2014.
- «العراق» بول عمار وفيجاي براشاد (محرران)، مطبعة جامعة مينيسوتا، 2013
- «النساء والتعلم في منطقة الحرب العراقية»، شهرزاد مجاب (محررة)، روتليدج، 2010.
- «أبو غريب: السجن كذاكرة جماعية» إد لويز بوربريك، بالجريف، 2007.
- «أغنية المقاومة»
- «خلف القناع»، إد آمي شولدر، سبع قصص، 2007.
- «الديمقراطية المخنوقة عند الولادة» إد كورين كومار، ستريليخا، 2007.
- "The Three Cyclops of Empire: Targeting the Fabric of Iraqi Society"، in: Empires Law، Pluto، February 2006
- «النسوية الاستعمارية: من واشنطن إلى بغداد»، مطبعة جامعة واشنطن، 2006.
- «الحق في حكم أنفسنا»، [مجموعة كتابات ضد احتلال العراق] في STW وVerso- آذار/مارس 2006.